# Cheval de Rila
Le cheval de Rila (bulgare : Рилски кон), ou cheval de Rila-Pirin, est une race de chevaux bulgare, propre aux montagnes de Rila. 

## Histoire
Il est considéré comme une variété du cheval bulgare natif. La lignée originelle de la race est désormais éteinte, par absorption chez le Karakatchan. Une nouvelle lignée, plus composite, a cependant été préservée. Une analyse génétique sur la race montre une forte introgression de chevaux d'origine asiatique. 

## Description
L'une des caractéristiques les plus typiques de la race est son corps fortement allongé. La tête est courte, lourde et massive. La couleur de robe principale des représentants de la race est l'alezan, plus rarement le noir et le gris.

## Utilisations
Ces chevaux ont été utilisés dans le passé pour le transport du bois. Ils sont adaptés aux conditions climatiques, et à l'agriculture de montagne.

## Diffusion de l'élevage
C'est une race locale et native de Bulgarie, qui fait l'objet de fortes mesures de protection. L'étude menée par l'Université d'Uppsala, publiée en août 2010 pour la FAO, signale le « Rila Mountain » comme race de chevaux locale européenne éteinte. La base de données DAD-IS ne fournit pas d'effectifs et n'indique pas de niveau de menace.